# UFC 100
UFC 100（ユーエフシー・ワンハンドレッド）は、アメリカ合衆国の総合格闘技団体「UFC」の大会の一つ。2009年7月11日、ネバダ州ラスベガスのマンダレイ・ベイ・イベント・センターで開催された。
ナンバーシリーズ100回記念大会となった本大会ではジョルジュ・サンピエール対チアゴ・アウベスの世界ウェルター級タイトルマッチと、ブロック・レスナー対フランク・ミアの世界ヘビー級王座統一戦が行われた。

## 大会概要
世界ヘビー級王座統一戦は正規王者レスナーが暫定王者ミアを破り王座統一と同時に初防衛に成功し、世界ウェルター級タイトルマッチではサンピエールがアウベスを判定で下し3度目の王座防衛に成功した。
TUFシーズン9のコーチ対決となったミドル級王座挑戦者決定戦では、ダン・ヘンダーソンがマイケル・ビスピンをKOで下した。
プロデビュー以来11連勝中であったパウロ・チアゴは、ジョン・フィッチに0-3の判定負けでキャリア初黒星を喫した。

## 試合結果

### プレリミナリーカード
第1試合 ライト級 5分3R
○  シャノン・グジャーティ vs.  マット・グライス ×
1R 2:36 ギロチンチョーク
第2試合 ミドル級 5分3R
○  トム・ローラー vs.  CB・ダラウェイ ×
1R 0:55 TKO（レフェリーストップ：ギロチンチョーク）
第3試合 ウェルター級 5分3R
○  キム・ドンヒョン vs.  TJ・グラント ×
3R終了 判定3-0（30-26、30-26、30-26）
第4試合 ライトヘビー級 5分3R
○  ジョン・ジョーンズ vs.  ジェイク・オブライエン ×
2R 2:43 ギロチンチョーク
第5試合 ライト級 5分3R
○  ジム・ミラー vs.  マック・ダンジグ ×
3R終了 判定3-0（30-27、30-27、30-27）
第6試合 ライトヘビー級 5分3R
○  マーク・コールマン vs.  ステファン・ボナー ×
3R終了 判定3-0（29-28、29-28、29-28）

### メインカード
第7試合 ミドル級 5分3R
○  秋山成勲 vs.  アラン・ベルチャー ×
3R終了 判定2-1（30-27、28-29、29-28）
第8試合 ミドル級王座挑戦者決定戦 5分3R
○  ダン・ヘンダーソン vs.  マイケル・ビスピン ×
2R 3:20 KO（右フック）
※ヘンダーソンが挑戦権獲得に成功。
第9試合 UFC世界ウェルター級タイトルマッチ 5分5R
○  ジョルジュ・サンピエール vs.  チアゴ・アウベス ×
5R終了 判定3-0（50-45、50-44、50-45）
※サンピエールが王座の3度目の防衛に成功。
第10試合 UFC世界ヘビー級王座統一戦 5分5R
○  ブロック・レスナー vs.  フランク・ミア ×
2R 1:48 TKO（レフェリーストップ：パウンド）
※レスナーが王座の初防衛に成功。
第11試合 ウェルター級 5分3R
○  ジョン・フィッチ vs.  パウロ・チアゴ ×
3R終了 判定3-0（30-27、29-28、29-28）

### 各賞
ファイト・オブ・ザ・ナイト： 秋山成勲 vs. アラン・ベルチャー
ノックアウト・オブ・ザ・ナイト： ダン・ヘンダーソン
サブミッション・オブ・ザ・ナイト： トム・ローラー
各選手にはボーナスとして100,000ドルが支給された。